# 日本国憲法第35条
日本国憲法 第35条（にほんこく（にっぽんこく）けんぽう だい35じょう）は、日本国憲法の第3章にある条文で、住居の不可侵について規定している。

## 条文
日本国憲法、e-Gov法令検索。

第三十五条
1. 何人も、その住居、書類及び所持品について、侵入、捜索及び押収を受けることのない権利は、第三十三条の場合を除いては、正当な理由に基いて発せられ、且つ捜索する場所及び押収する物を明示する令状がなければ、侵されない。
2. 捜索又は押収は、権限を有する司法官憲が発する各別の令状により、これを行ふ。

## 解説
「住居、書類及び所持品について、侵入、捜索、及び押収を受けることのない権利」は憲法上保証されたものであり、捜索・差し押さえ・検証はその基本権を侵す処分であるから、裁判官が「正当な理由」について審査し、令状によって認めるという旨の条文である。また、捜索を行うには原則として令状が必要だというのは令状主義に基づいている。
「第三十三条の場合を除いて」令状によらなければならないと定めていることを受け、刑事訴訟法220条では逮捕（現行犯逮捕、緊急逮捕、通常逮捕のすべてを含む）する場合においては、無令状で捜索や差し押さえ、検証を行うことが認められている。

## 沿革

### 大日本帝国憲法
東京法律研究会 p.8

第二十五條日本臣民ハ法律ニ定メタル場合ヲ除ク外其ノ許諾ナクシテ住所ニ侵入セラレ及搜索セラルヽコトナシ

### GHQ草案
「GHQ草案」、国立国会図書館「日本国憲法の誕生」。

#### 日本語
第三十三条
人民カ其ノ身体、家庭、書類及所持品ニ対シ侵入、捜索及押収ヨリ保障セラルル権利ハ相当ノ理由ニ基キテノミ発給セラレ殊ニ捜索セラルヘキ場所及拘禁又ハ押収セラルヘキ人又ハ物ヲ表示セル司法逮捕状ニ依ルニアラスシテ害セラルルコト無カルヘシ
各捜索又ハ拘禁若ハ押収ハ裁判所ノ当該官吏ノ発給セル格別ノ逮捕状ニ依リ行ハルヘシ

#### 英語
Article XXXIII.
The right of the people to be secure in their persons, homes, papers and effects against entries, searches and seizures shall not be impaired except upon judicial warrant issued only for probable cause, and particularly describing the place to be searched and the person or things to be seized.
Each search or seizure shall be made upon separate warrant issued for the purpose by a competent officer of a court of law.

### 憲法改正草案要綱
「憲法改正草案要綱」、国立国会図書館「日本国憲法の誕生」。

第三十一
国民ガ其ノ身体、家庭、書類及所持品ニ付侵入、捜索、拘禁及押収ヲ受ケザル権利ハ相当ノ理由ニ基キ且捜索スベキ場所及拘禁又ハ押収スベキ人又ハ物ヲ明示スル令状ヲ発スルニ非ザレバ侵サルルコトナカルベキコト
捜索又ハ拘禁若ハ押収ハ権限アル司法官憲ノ発スル各別ノ令状ニ依リ之ヲ行フベキコト

### 憲法改正草案
「憲法改正草案」、国立国会図書館「日本国憲法の誕生」。

第三十二条
国民が、その住居、書類及び所持品について、侵入、捜索及び押収を受けることのない権利は、第三十条の場合を除いては、正当な理由に基いて発せられ、且つ捜索する場所及び押収する物を明示する令状がなければ、侵されない。
捜索又は押収は、権限を有する司法官憲が発する各別の令状により、これを行ふ。

### 帝国憲法改正案
「帝国憲法改正案」、国立国会図書館「日本国憲法の誕生」。

第三十二条
何人も、その住居、書類及び所持品について、侵入、捜索及び押収を受けることのない権利は、第三十条の場合を除いては、正当な理由に基いて発せられ、且つ捜索する場所及び押収する物を明示する令状がなければ、侵されない。
捜索又は押収は、権限を有する司法官憲が発する各別の令状により、これを行ふ。

## 「正当な理由」
1項における「正当な理由」とは基本権侵害処分の性質・内容から主に次の三つの理解ができる
目的の正当性
搜索・差押えが犯罪捜査目的で行われる処分ということは、捜査対象となる犯罪の嫌疑の存在が大前提である。裁判官は、特定の具体的な被疑事実が存在する蓋然性を審査しなければならない。認められない場合は、捜査の前提を欠くため今状請求は斥けられることとなる。
差押えの目的物が捜索する場所に存在する蓋然性
裁判官が捜査機関の恣意的権限行使を抑制するため、令状に処分対象と範囲をあらかじめ画定して明示記載することが前提となる。捜査機関は、特定の被疑事実に関連する証拠物等が特定の捜索場所に存在する「裁判官による蓋然性判断が可能である程度」の審査判断の素材となる疎明資料を提供しなければならない。明らかにすることができない場合は、令状請求は斥けられ、強制処分の発動は事前に抑制されることとなる。
処分の必要性・相当性
裁判官は理由のない強制処分の発動のみならず、必要性・相当性を欠いた強制処分の発動を抑止すべきである。捜査目的達成の為により侵害性の低い代替手段が可能である場合、捜査目的達成の必要性と処分対象者が被る法益侵害の程度が明白に権衡を失している場合は、不必要・不相当な基本権侵害といえるため抑制すべきである。これは令状主義・司法的抑制の趣意にも良く適うものである。

## 判例
- 酒造税法違反幇助被告事件（最高裁判例 1955（昭和30）年4月27日）憲法33条
- 川崎民商事件（最高裁判例 1972（昭和47）年11月22日）
- 松江相銀米子支店強奪事件（最高裁判例 1978（昭和53）年6月20日）
- 成田新法事件（最高裁判例 1992（平成4）年7月1日）